# Joaquim Guedes
Joaquim Manoel Guedes Sobrinho (São Paulo, 18 de junho de 1932 - 27 de julho de 2008) foi um arquiteto brasileiro.
É conhecido por ter rejeitado o formalismo em favor de uma arquitetura que procurasse responder às necessidades da vida cotidiana. Foi crítico ferrenho de Oscar Niemeyer e da corrente dominante do pensamento arquitetônico brasileiro. Assim, apesar de ser considerado membro da chamada Escola Paulista, era tido como enfant terrible entre seus colegas. Guedes trabalhou em mais de 400 projetos [carece de fontes?] e manteve escritório em São Paulo desde 1955 até falecer. É conhecido por sua residências e seus projetos urbanos, entre os quais figura o Núcleo Residencial Pilar, Bahia.

## Biografia
Filho de um funcionário da Estrada de Ferro Sorocabana, Guedes passou a infância em cidades do interior do estado de São Paulo. Ingressou na FAU-USP e foi trabalhar como estagiário com o padre Lebret, dominicano francês que estava em São Paulo a convite da prefeitura para elaborar um plano para o centro da cidade. Com ele, Guedes aprendeu a usar os diagramas, que marcariam seu método de trabalho. Em 1954, formou-se arquiteto na terceira turma dessa escola, onde havia conhecido sua futura esposa Liliana Marsicano. Durante esse período, aproximou-se de João Batista Vilanova Artigas, com quem teve uma relação turbulenta e interessou-se pelo Partido Comunista.
Depois de formado, montou um escritório com a esposa. Em 1956, o casal se associou a Carlos Milan e Domingos de Azevedo para participar do concurso para o Plano Piloto de Brasília com um projeto digno de menção. Em 1958 construíram a Casa Cunha Lima, o que lhes deu mais projeção. Nesse mesmo ano, Guedes iniciou sua atividade acadêmica como auxiliar de ensino na Cadeira de Materiais de Construção na FAU-USP. As residências executadas durante a década seguinte viriam a consagrar seu nome entre os grandes arquitetos de sua geração. Em 1968 participou da coordenação do PUB, Plano Urbanístico de São Paulo.
Obteve seu doutorado em 1972 pela FAU-USP e passou parte dessa década como professor na Escola de Arquitetura de Estrasburgo, na França. Em 1974, separou-se de Liliana desmanchando também a sociedade. Nos anos 1970, recebeu seus maiores encargos: a cidade nova de Marabá (1973), a cidade nova Caraíba (1976) e a cidade nova de Barcarena (1980) - embora apenas Caraíba tenha sido levada a cabo - além de vários planos diretores.
Em 1980 defendeu sua tese de Livre Docência pela FAU-USP. Durante os anos 1980 fez muitos concursos e projetos onde pode-se ver o rigor do seu método em busca da arquitetura do essencial em toda a sua maturidade. Entre esses, destaca-se o projeto para o concurso da requalificação da área da Bicocca em Milão (1986) - concurso fechado que incluia arquitetos como Frank Gehry e Renzo Piano -, o edifício do Banespa (Banco do Estado de São Paulo) na Praça da República, em São Paulo (1986) e o concurso para o Centro Cultural de Belém, em Lisboa (1988). Em 1985 apresentou uma mostra retrospectiva dos seus trabalhos na Bienal de Buenos Aires. Logo após, casou-se com Anna Mariani e, em 1987, seu filho Franscisco juntou-se à equipe do escritório.

## Principais Prêmios e Títulos
- 2003 Comenda Máxima - Colar de Ouro, Instituto de Arquitetos do Brasil/SP.
- 2002 Grande Prêmio de Urbanismo - Projeto, Instituto de Arquitetos do Brasil/SP.
- 1993 Prêmio, II Bienal Internacional de Arquitetura de São Paulo.
- 1969 Prêmio Rino Levi Melhor Obra Construída, Instituto de Arquitetos do Brasil/SP.
- 1968 Prêmio, 1ª Premiação Nacional Belo Horizonte.
- 1968 Melhor Projeto para Fins Educacionais, Instituto de Arquitetos do Brasil/SP.
- 1965 Prêmio Projeto Unifamiliar, I Bienal Internacional de Arquitetura de São Paulo.
- 1965 1º Prêmio Concurso Nacional Projeto de Motel, Revista 4 Rodas.
- 1962 1º Prêmio Governador Estado de São Paulo, Estado de São Paulo.
- 1962 2º Prêmio Concurso Ambiente - Projeto Sofá-cama, Instituto de Arquitetos de Brasil/SP.